# Kriegerdenkmal (Gräfenhausen, Deutscher Krieg)
Das Kriegerdenkmal ist ein Veteranendenkmal in Gräfenhausen im südhessischen Landkreis Darmstadt-Dieburg.

## Beschreibung
Das Kriegerdenkmal besteht aus einem Obelisk aus Naturstein mit einem Adler aus Metall auf der Spitze.
Das Denkmal erinnert an die Gefallenen der Kriege von 1866 und 1870/1871.